# Сем Вербек
Сем Вербек (нід. Sem Verbeek) — нідерландський  тенісист, що здебільшого спеціалізується на парній грі, чемпіон Вімблдону 2025 у міксті.

## Фінали турнірів Великого шолома

### Мікст: 1 титул
| Результат | Рік  | Турнір               | Поверхня | Партнерка          | Супротивники                | Рахунок            |
| --------- | ---- | -------------------- | -------- | ------------------ | --------------------------- | ------------------ |
| Перемога  | 2025 | Вімблдонський турнір | Трава    | Катержина Сінякова | Луїза Стефані Джо Салісбері | 7–6(7–3), 7–6(7–3) |

## Фінали турнірів ATP

### Парний розряд: 4 (2 титули)
| Легенда                       |
| ----------------------------- |
| Турніри Великого шолома (0–0) |
| ATP Finals (0–0)              |
| Мастерз (0–0)                 |
| Summer Olympics (0–0)         |
| Турніри серії 500 (1–0)       |

| За поверхнею |
| ------------ |
| Хард (0–2)   |
| Грунт (1–0)  |
| Трава (1–0)  |

| За умовами      |
| --------------- |
| Під небом (2–2) |
| В залі (0–0)    |

| Результат | В–П | Дата     | Турнір                            | Статус     | Поверхня | Партнер         | Супротивники                    | Рахунок           |
| --------- | --- | -------- | --------------------------------- | ---------- | -------- | --------------- | ------------------------------- | ----------------- |
| Поразка   | 0–1 | Лип 2021 | Los Cabos Open, Мексика           | 250 Series | Хард     | Гантер Різ      | Ганс Гах Вердуго Джон Ізнер     | 7–5, 2–6, [4–10]  |
| Перемога  | 1–1 | Лип 2024 | Hall of Fame Open, США            | 250 Series | Трава    | Андре Горанссон | Роберт Кеш ДжДж Трейсі          | 6–3, 6–4          |
| Поразка   | 1–2 | Лип 2024 | Atlanta Open, США                 | 250 Series | Хард     | Андре Йоранссон | Натаніел Леммонз Джексон Вітроу | 6–4, 4–6, [10–12] |
| Перемога  | 2–2 | Кві 2025 | Bavarian Championships, Німеччина | 500 Series | Грунт    | Андре Йоранссон | Кевін Кравіц Тім Пюц            | 6–4, 6–4          |